# Batrachorhina grisea
Batrachorhina grisea là một loài bọ cánh cứng trong họ Cerambycidae.